# Perizoma osculata
Perizoma osculata là một loài bướm đêm trong họ Geometridae.